# جاینام‌های ایرانی در جمهوری آذربایجان
- شوره‌آباد (Shuraabad)
- آتشگاه
- لامان
- تازه‌کند
- سوراخ‌خانی (Surakhani)، خانی در فارسی به معنی چشمه است.
- کُردخانی (Kurdaxani)
- بالاخانی (Balaxani)
- دیگاه (Digah)
- باکو
- بادام‌دار
- زرداب
- بیاندوان (Byandovan)
- شبانی (Shubany)
- زیگ (Zig)
- گوسان (Gousan)
- آب‌شوران
- نارداران
- نفت‌چاله
- چرخی
- پادار
- سروان
- بیلگاه

## نیمه‌فارسی یا نام‌های اسلامی/عربی
- بین‌الملل
- شاه‌نظرلی
- مش‌تقی
- عربلر
- پیرساقی
- محمدلی (Mammadli)
- رسول‌زاده (Rasulzada)
- بی‌بی‌هیبت (Bibiheybat)
- دنیزکناری
- پیرساحت (Pirsaat)
- خواجه‌حسن (Xocasan, Khodzhagasan)
- احمدلی
- امیرجان (Amircan)
- زعفران